# Podunavci
Podunavci (cyr. Подунавци) – wieś w Serbii, w okręgu raskim, w gminie Vrnjačka Banja. W 2011 roku liczyła 1502 mieszkańców.